# 舊魯薩區

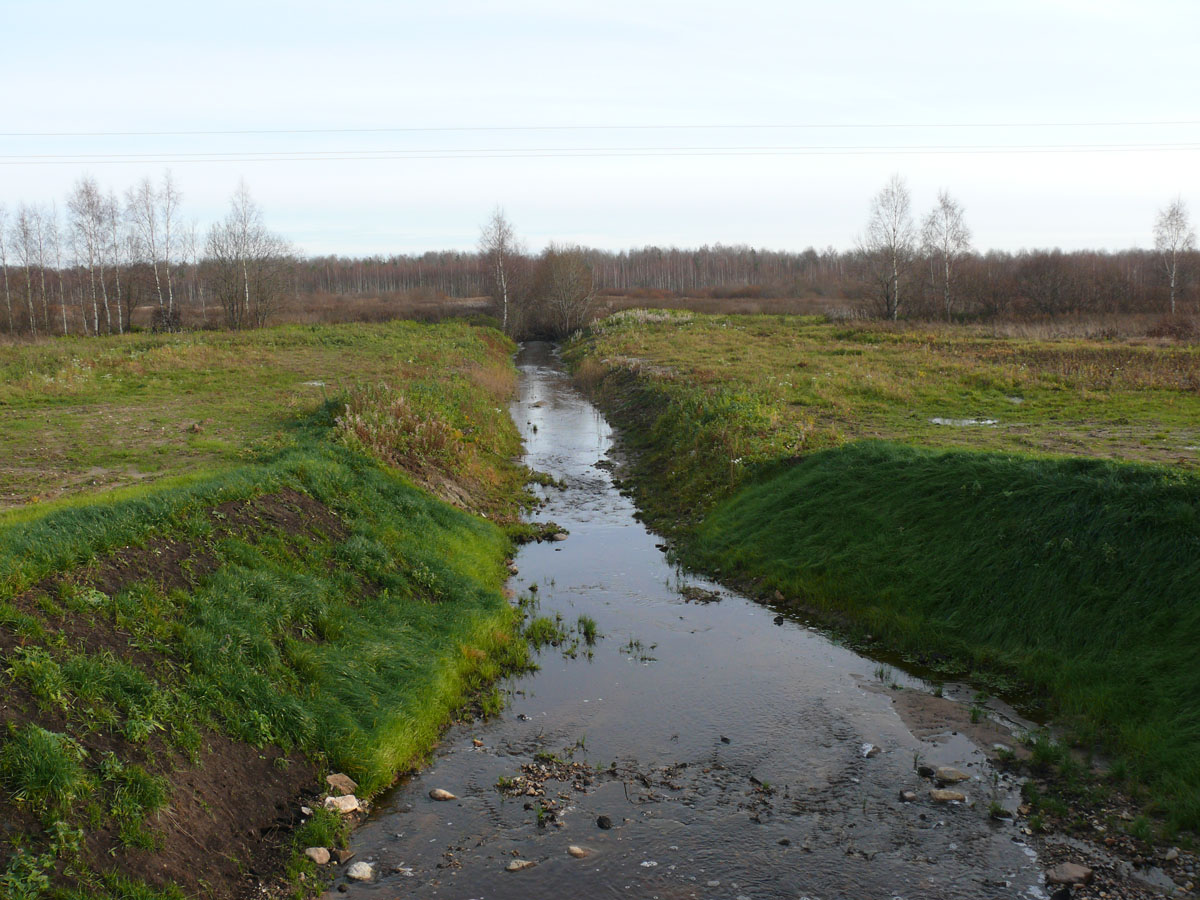

58°16′N 34°07′E / 58.267°N 34.117°E
舊魯薩區（俄语：Старорусский район），是俄羅斯的一個區，位於該國西北部，由諾夫哥羅德州負責管轄，始建於1927年10月1日，面積3,111平方公里，2010年人口15,063，人口密度每平方公里4.84人。